# Kojice
Kojice (německy Kojitz) jsou obec v okrese Pardubice v Pardubickém kraji. Leží asi dvanáct kilometrů východně od města Kolín na silnici spojující Kolín s Přeloučí a Pardubicemi. Žije zde 463 obyvatel.

## Historie

### Vývoj názvu obce
První písemná zmínka o Kojicích pochází z roku 1238. Název Kojice vznikl koncem 12. století, pravděpodobně v roce 1183 byla v Kojicích postavena tvrz a u ní kostel. Stála u tak zvané „Solné stezky“. Tato cesta která sloužila obchodu již v 10. století, bývá také nazývána „Trstenická“ a spojovala Moravu a Čechy. Tvrz byla zřejmě postavena k ochraně této důležité křižovatky obchodních cest. Podle pověsti byl stavitelem tvrze Kojata. Toto jméno i sám název tvrze a vesnice je odvozen od slovního kmene „Koj“. Ten znamená, že se jednalo o lid po-koj-ný. Archívní materiály seznamují s řadou historických názvů Cogin, přes Kogyez a Kogyeze, dokonce Kojetice a posléze Kojice.

### Kojice po bitvě na Bílé hoře
Po bitvě na Bílé hoře a vypuknutí třicetileté války Kojice strádaly. V roce 1634 byly vypleněny od Sasů a v letech 1639 a 1643 od Švédů. Ke konci války, zcela zřejmě v důsledku hladu a špatných hygienických podmínek se dostavil mor. V Kojicích v té době zbylo pouze 12 sedláků, 13 chalupníků a 3 zahradníci. Některé grunty byly neobsazeny a statky a chalupy pusté.

### Elektrifikace obce
24. srpna 1919 se obecní rada usnesla do obce zavést elektrický proud. Elektrifikace byla provedena v roce 1921.

## Obyvatelstvo
| Rok            | 1869 | 1880 | 1890 | 1900 | 1910 | 1921 | 1930 | 1950 | 1961 | 1970 | 1980 | 1991 | 2001 | 2011 | 2021 |
| -------------- | ---- | ---- | ---- | ---- | ---- | ---- | ---- | ---- | ---- | ---- | ---- | ---- | ---- | ---- | ---- |
| Počet obyvatel | 499  | 539  | 544  | 525  | 558  | 581  | 568  | 582  | 460  | 439  | 480  | 446  | 428  | 447  | 430  |
| Počet domů     | 75   | 77   | 78   | 82   | 87   | 94   | 111  | 129  | 130  | 133  | 134  | 154  | 159  | 176  | 174  |

## Obecní správa

### Obecní symboly
Znak a vlajka byly obci uděleny rozhodnutím předsedy Poslanecké sněmovny Parlamentu České republiky dne 18. června 2003.

## Pamětihodnosti
- Kostel svatého Petra a Pavla
- zaniklá tvrz jižně od kostela, při čp. 35
- Týnecké mokřiny – přírodní rezervace severně od obce

## Významní rodáci
- Josef Bernat (1915–2000), pilot 311. československé bombardovací perutě RAF
- Jan Vozáb (1861–1919),[7] major rakouskouherského válečného loďstva v Pulje. Od japonského císaře obdržel vysoké vyznamenání samurajský meč[zdroj?]